# Darcy Rose Byrnes
Darcy Rose Byrnes (n. 4 noiembrie 1998, Burbank, California, SUA) este o actriță și cântăreață americană. Ea este cunoscută pentru rolurile sale ca Prințesa Amber din serialul de televiziune Sofia Întâi.

## Biografie
Byrnes s-a născut pe 4 noiembrie 1998 în Burbank, California. Ea este de origine americană și irlandeză. Deoarece era prea tânără pentru a fi studentă cu normă întreagă, s-a înscris la programul Shakespeare de 8 săptămâni la Academia regală de artă dramatică din Londra.

## Filmografie
| Ani       | Titlu                                 | Roluri            | Note                                          |
| --------- | ------------------------------------- | ----------------- | --------------------------------------------- |
| 2000      | Singing Babies: Nursery Rhyme Time    | Baby              | Direct la video                               |
| 2003      | The Sparky Chronicles: The Map        | Daughter          | Direct la film video                          |
| 2003–2008 | Tânăr și neliniștit                   | Abby Newman       | Rol recurent                                  |
| 2005      | Without a Trace                       | Melissa (tânără)  | Episodul: „The Innocents”                     |
| 2005      | 1/4life                               | Soră mai mică     |                                               |
| 2007      | Cold Case                             | Abby Bradford     | Episodul: „A Dollar, a Dream”                 |
| 2007      | Frați și surori                       | Gwyneth           | Episodul: „Game Night”                        |
| 2007      | Dragoste și putere                    | Abby Newman       | 8 episoade                                    |
| 2007      | 1321 Clover                           | Tallulah          | Film de televiziune                           |
| 2007      | The Kidnapping                        | Hannah McKenzie   | Film de televiziune                           |
| 2008      | Cum am cunoscut-o pe mama voastră     | Lucy Zinman       | 5 episoade                                    |
| 2008      | Shark Swarm                           | Heather           | Film de televiziune                           |
| 2008–2009 | Dirty Sexy Money                      | Kiki George       | 3 episoade                                    |
| 2009      | Practică privată                      | Gracie Rousakis   | Episodul: „Homeward Bound”                    |
| 2009      | Mediu                                 | Phoebe Burnes     | Episodul: „A Taste of Her Own Medicine”       |
| 2009      | Numele meu este Earl                  | Maddy             | Episodul: „Witch Lady”, „Pinky”               |
| 2009      | Doctor House                          | Marika Greenwald  | Episodul: „The Social Contract”               |
| 2009      | Mesaje de dincolo                     | Drew Stanton      | Episodul: „Cursed”                            |
| 2010      | Healing Hands                         | Dawn              | Film de televiziune                           |
| 2010      | Amish Grace                           | Rebecca Knepp     | Film de televiziune                           |
| 2010      | The Land of the Astronauts            | Jennifer          | Film de televiziune                           |
| 2010–2012 | Neveste disperate                     | Penny Scavo       | De asemenea, rol principal (sezoanele 7 și 8) |
| 2011      | O mie de cuvinte                      | 10-Year-Old Girl  | Filme                                         |
| 2012–2014 | Avatar: Legenda lui Korra             | Ikki              | Rolul vocal                                   |
| 2012      | Sofia the First: Once Upon a Princess | Princess Amber    | Rolul vocal; Film de televiziune              |
| 2013–2018 | Sofia Întâi                           | Princess Amber    | Rolul vocal                                   |
| 2016      | Elena și secretul din Avalor          | Princess Amber    | Rolul vocal; Film de televiziune              |
| 2017–2020 | Spirit Riding Free                    | Maricela          | Rolul vocal                                   |
| 2018      | Omul-Păianjen: În lumea păianjenului  | Voci suplimentare | Rolul vocal                                   |
| 2021      | Big Shot                              | Harper            | 8 episoade                                    |